# Hanns Schaefer
Hanns Schaefer (* 8. Februar 1903 in Gelsenkirchen; † 19. Januar 1964 ebenda) war ein deutscher Kunstmaler und Dichter.

## Leben
Schaefers Vater war der Gelsenkirchener Architekt Ludwig Schaefer. Sein Studium an der Folkwangschule verdiente Hanns Schaefer sich durch Arbeit im Ruhrbergbau unter Tage. In den 1920er Jahren erhielt er Stipendien, etwa an der Kunstakademie Düsseldorf und war Meisterschüler von Emil Orlik. Ab 1926 war er Meisterschüler von Käthe Kollwitz und Karl Hofer in Berlin. 1928 schuf er ein Tobias-Triptychon für die Freiherr-vom-Stein-Schule in Recklinghausen.
Nach seiner Ausbildungszeit kehrte er als freischaffender Künstler nach Gelsenkirchen zurück. Hier machte er sich einen Namen durch öffentliche Aufträge, wie z. B. eine moderne Wandgestaltung in einem Versammlungsraum der Deutschen Eisenwerke.
Während des Nationalsozialismus gehörte Schaefer nicht zu den vom Regime protegierten Künstlern. Nach dem Krieg war er einer der ersten, die begannen abstrakt zu malen.
Regelmäßig nahm Schaefer an den Jahresschauen der Gelsenkirchener Künstler teil, bis auf das Jahr 1962, wo er schwer erkrankt war. Schaefer gab auch kunstpädagogische Kurse im Volksbildungswerk Gelsenkirchen, eine Zeit lang war er Zeichenlehrer am Schalker Gymnasium. 1957 beteiligte er sich am „Kunst am Bau“-Wettbewerb für das neue Musiktheater im Revier.

## Werk

### Bildende Kunst
Schaefer wird von Zeitgenossen als sehr gradlinig und sauber beschrieben. Obwohl er ein moderner Künstler war, hielt er wenig von Moden und technischen Raffinessen. „Kein Schindluder treiben“ ist als sein Motto überliefert. Sein Stil wurde als halblaut bezeichnet.
Bekannt wurde er für Gemälde mit starker Farbigkeit, abstrakt, aber teilweise durch Stillleben-artige Arrangements von Formen der gegenständlichen Malerei noch verbunden. Oft findet sich auch ein zeichnerischer Duktus in den gemalten Bildern. Auch im graphischen Bereich war Hanns Schaefer tätig.

### Dichtung
Sein dichterisches Werk hat Hanns Schaefer zu Lebzeiten wenig publik gemacht. Er schrieb Gedichte und einen Zyklus über Rembrandt van Rijn in vier Akten.